# Ottavio Cinquanta
Ottavio Cinquanta (Rome, 15 augustus 1938 – Milaan, 18 juli 2022) was een Italiaans sportbestuurder en oud-voorzitter van de Internationale Schaatsunie (ISU).

## Biografie
Cinquanta groeide op in Milaan en deed aan atletiek, ijshockey en schaatsen. Hij heeft aan de universiteit gestudeerd en behaalde zijn bachelor in bedrijfsadministratie.

## Carrière
Cinquanta heeft voor zijn functie als sportbestuurder bij de ISU gewerkt als manager van een internationaal chemiebedrijf. Van 1973 tot 1980 was hij voorzitter van het technisch comité bij de Italiaanse IJssportbond en van 1984 tot 1988 was hij vicepresident van die organisatie. 

### Internationale Schaatsunie
Cinquanta werd in 1975 lid van de Internationale Schaatsunie en is van dat jaar tot 1992 voorzitter van het technisch comité voor shorttracken binnen de ISU geweest. In 1994 werd hij voorzitter van de ISU als opvolger van de Noor Olaf Poulsen, daarvoor was hij echter ook al vicevoorzitter van de schaatsbond tussen 1992 en 1994. 
Hij werd in eerste instantie gewaardeerd voor zijn progressieve houding, omdat hij het prijzengeld invoerde na enkele commerciële contracten binnen te hebben gehaald, waaronder een met ABC Sports. Dit stelde de ISU in staat om atleten voor de sport te behouden die anders de Olympische schaatsdisciplines zouden hebben verruild voor onofficiële, mediagenieke schaatswedstrijden waarvoor topschaatsers toen hoge startgelden konden krijgen. Het geld van de televisierechten zorgde er ook voor dat de bond de diversiteit in de ontwikkeling van nieuwe projecten binnen het kunst- en langebaanschaatsen kon behouden, zoals de ISU Grand Prix Kunstschaatsen.
Het feit, dat Cinquanta langebaanschaatser is geweest en hij naar eigen zeggen niet veel van kunstrijden wist, heeft geleid tot kritiek, met name binnen de Canadese en Amerikaanse kunstschaatswereld. Tijdens een schandaal bij het kunstrijden op de Olympische Winterspelen 2002 werd hij bekritiseerd op zijn ontwijkende gedrag en zijn erkenning dat hij "niet zoveel van kunstrijden wist". Ondanks zijn gebrek aan kennis van de sport stelde hij vervolgens een nieuw jureringssysteem voor, waarbij het belangrijk was dat men niet wist hoe elk individueel jurylid de kür beoordeeld had. Het nieuwe systeem werd voor het eerst gebruikt op de wereldkampioenschappen kunstschaatsen 2003 in Washington D.C., maar zorgde voor ontevredenheid bij het publiek en Cinquanta werd uitgejouwd toen hij op de ijsbaan kwam.
Op 18 oktober 2013 maakte Cinquanta bekend zich tijdens het congres in Dubrovnik (juni 2016) niet meer verkiesbaar te stellen voor een volgende termijn voorzitterschap bij de ISU. Hij vond dat het tijd was om plaats te maken voor anderen en hierdoor geraakte hij ook zijn positie bij het IOC kwijt. Zijn opvolger werd Jan Dijkema.

### Olympisch Comité
Vanaf 1996 was hij lid van het IOC en in de periode 2000-2008 maakte hij ook deel uit van het Uitvoerend Comité. In 1996 werd hij gekozen als lid, vanwege zijn positie als hoofd van een internationale organisatie.